# Victor Frerejean
Pour les articles homonymes, voir Frèrejean.
Victor-Aimé Frerejean (né le 31 octobre 1802 à Saint-Cyr-au-Mont-d'Or et mort le 19 janvier 1886 à Lyon) est un maître de forges français, membre de la famille Frerejean.
En 1847, Victor-Aimé Frerejean est le Lyonnais le plus imposé (6 301 F) et celui dont la patente est la plus forte (22 214 F). Il est alors le seul représentant d'une troisième génération de métallurgistes, héritier de son père et de son grand-père.

## La tradition métallurgiste
Antoine Frerejean (1737-1789), négociant et importateur de cuivre, fonde l'entreprise quand il achète, en 1774, près de Vienne, une fonderie de ce métal. Ses deux fils lui succèdent : Georges (né le 6 octobre 1760) et Louis (né le 8 août 1762) épousent les deux sœurs, Jeanne et Aimée Grangé.
Louis Frerejean, acquéreur du site de Terrenoire (Saint-Jean-Bonnefonds, près de Saint-Étienne) en 1819, est le véritable fondateur de la première société lyonnaise (en 1821) : la SA des fonderies et forges de la Loire et de l'Isère, au capital de 1,2 million, dont l'ampleur lui fait finalement perdre le contrôle et la direction de l'entreprise. Il se consacre désormais de son entreprise savoyarde (Mines et hauts-fourneaux de Cran), reprise, après son décès en 1832, par ses fils Louis (né le 5 avril 1792) et Benoît (né le 3 brumaire XI) qui en vendent la moitié à Tardy frères en septembre 1848.
Georges Frerejean, pour sa part, garde la propriété et la direction de l'usine de cuivre de Pont-Evêque. Il a quatre enfants, dont deux filles : Aimée-Louise (1788-1827) mariée à Jules Boissat, Françoise (1796-1853), épouse d'André Lorrin (1779-1847), magistrat, conseiller général et député de l'Ain (décédé à Juliénas en octobre 1847). La succession industrielle paraît assurée par le fils aîné, Georges-Louis, polytechnicien, mais qui meurt accidentellement au cours d'une expérience en 1822. Georges reprend donc la direction de l'entreprise jusqu'en avril 1829, date à laquelle il s'associe son fils cadet Victor-Aimé, qui en hérite à son décès (arrivé à Vienne, le 9 janvier 1831). Sur une succession nette de 1 243 047 F, ce dernier récupère un ensemble de biens (les établissements de Pont-Évêque, les maisons de Lyon et de Saint-Cyr au Mont-d'Or avec leur mobilier) d'une valeur de 849 201 F, en versant à sa sœur Françoise une soulte de 373 677 F - la fille unique de Madame Boissat pré-décédée recevant pour sa part par le testament olographe de Georges un domaine rural dans l'Ain et 16 000 F payable en espèces un an après son décès. Sa succession comprend notamment les établissements industriels de Pont-Évêque et d'Estrablin, estimés à 500 000 F, un compte courant de 601 671 F et une maison de campagne à Saint Cyr au Mont-d'Or (180 000 F). Dans sa maison de la place Le Viste, près de la place Bellecour, à Lyon, il possède une collection de tableaux et de dessins (estimée à 8 623 F) et dans celle de Vienne un cabinet de minéralogie (1 180 F).
Héritier d'une entreprise importante, Victor-Aimé trouve aussi dans la parentèle une épouse, en la personne de sa cousine germaine Louise Madeleine Roux, petite-fille de Louis Frerejean (dot : un quart indivis d'un immeuble à Limonest, hérité de sa grand-mère paternelle, une maison à Lyon héritée de son grand-père maternel, 22 552 F en espèces et un trousseau de 6 000 F). Le mariage a lieu, le 12 septembre 1836, à Saint-Didier-au-Mont-d'Or, où la belle-famille possède une maison de campagne.

## De l'industrie à la rente
Victor-Aimé Frerejean assure la reconversion et le développement de l'usine de Pont-Évêque : il perçoit la relève technique du cuivre par le fer, fiscalement exprimé, en juillet 1836, par l'abaissement (à 50 F par tonne) des droits de douane sur le cuivre. À partir de 1840, l'orientation sidérurgique de Pont-Évêque se précise : dans les années qui suivent, l'industriel obtient une série de concessions de petites mines de fer ne fournissant d'ailleurs qu'un minerai assez pauvre (25 à 30 %) et il peut ainsi ériger deux hauts fourneaux et les alimenter. Héritier d'une solide tradition métallurgique, il introduit quelques innovations intéressantes, comme l'accélération de la fabrication du fer par le versement direct de la fonte chaude dans le four à puddler, lui-même réchauffé par la récupération des gaz du haut fourneau. Au milieu du siècle, le travail du cuivre est complètement abandonné. Conséquence de la conjoncture des années 1850 et conformément à l'évolution de nombreuses entreprises, Victor-Aimé élargit les disponibilités en capital de l'entreprise en la transformant en commandite par actions au capital de 3 500 000 F, et reçoit 4 000 actions de 500 F en rétribution de ses apports des fonderies et forges de Pont-Évêque, hauts fourneaux, ateliers, prise d'eau et « procédés dont il est l'inventeur pour les prises de gaz » (17 mai 1853). Le complément du capital, soit 3 000 actions, est fourni par un groupe de banquiers lyonnais : Morin-Pons, Galline, Côte, Balaÿ. Sous la raison Compagnie des fonderies et forges de Pont-Évêque, la société est désormais dirigée par un directeur salarié, Henri La Selve, ancien maître de forges stéphanois, puis à partir du 1er janvier 1857 par Odon Harel, précédemment maître de forges à Izieux (Loire). Changement significatif qui traduit l'effacement de l'héritier, Victor-Aimé siégeant désormais au conseil d'administration en tant que propriétaire-rentier.
Son rôle de notable est plus modeste : on peut signaler néanmoins son action en tant que président de la chambre de commerce de Lyon ainsi que son passage au conseil municipal de Lyon de 1835 à 1848 et sa présence au conseil d'administration de l'École technique de La Martinière. Victor-Aimé est également nommé chevalier de la Légion d'honneur en 1838.
Après le décès de son épouse, en 1875, il quitte Lyon, achète le château de Montrottier, à Lovagny près d'Annecy (plus 74 ha de terres autour), et y réside désormais, sans abandonner ses pèlerinages annuels à Rome commencés avant 1870 ; il est titulaire de l'Ordre de Saint-Grégoire-le-Grand et chevalier du Saint-Sépulcre, son fils Jules-Louis-Georges s'engage dans les zouaves pontificaux, son neveu, Francisque, est le représentant du « comte de Chambord » en Savoie.
Victor-Aimé décède néanmoins à son domicile lyonnais de la place Le Viste, le 19 janvier 1886, laissant une fortune encore appréciable de 1 104 878 F : 500 985 F de valeurs mobilières, dont 293 173 F en compte courant à la Lyonnaise de Dépôts et 35 985 F pour 1 489 actions des Forges et fonderies de Pont-Évêque et Givors ; les valeurs immobilières de l'immeuble de la place Le Viste à Lyon sont estimés à 497 226 F, et celles de Lovagny et Chavanoz, en Haute-Savoie, à 206 687 F). Elle résulte partiellement de l'héritage de sa sœur, disparue sans héritier le 28 août 1853, et permet à son fils Georges, qui ne porte aucun intérêt à l'industrie, de mener une vie mondaine.
L'établissement de Pont-Évêque lui survit peu de temps. Après la fermeture des hauts fourneaux et une tentative de spécialisation dans la métallurgie de transformation, il décline peu à peu, jusqu'à sa liquidation, le 22 octobre 1888.